# Pseudosimnia vanhyningi
Pseudosimnia vanhyningi är en snäckart som först beskrevs av M. Smith 1940.  Pseudosimnia vanhyningi ingår i släktet Pseudosimnia och familjen Ovulidae. Inga underarter finns listade i Catalogue of Life.